# Knoxia hedyotoidea
Knoxia hedyotoidea là một loài thực vật có hoa trong họ Thiến thảo. Loài này được (K.Schum.) Puff & Robbr. mô tả khoa học đầu tiên năm 1989.